# Julian Key
Julian Key (pseudoniem van Julien Keymolen, Zaventem, 3 juli 1930 – Zaventem, 3 november 1999) was een Belgische affichemaker en reclameontwerper. 
Hij had tijdens zijn leven verschillende solotentoonstellingen van zijn werk. Een aanzienlijk deel van zijn affiches behoren tot de collectie van de Koninklijke Musea voor Schone Kunsten van België (Brussel).

## Leven
Julian Key deed zijn middelbare studies aan Saint-Luc in Brussel. In 1945, toen hij 15 jaar oud was, begon hij te werken voor de schilder Félix Tuyaerts (die uiteindelijk zijn schoonbroer werd). In 1948, op 18-jarige leeftijd, begon hij te werken bij het reclamebureau Vanypeco te Brussel. Later werd hij er artistiek directeur. In 1957 deed hij een stage op de werkplaats van Donald Brun in Bazel (Zwitserland).
In 1971 werd hij docent aan de Instituts Saint-Luc (Brussel) terwijl hij verder als reclamedesigner aan het werk bleef. In 1973 had hij zijn eerste solotentoonstelling in Galerie D in Brussel.
In 1975 verliet hij Vanypeco-Troost om freelancer te worden. Drie jaar later begon hij te werken voor het reclamebureau De Hollander & De Cort (Brussel). In 1982 sloot hij zich aan bij het bureau Trëma & Partners (Brussel).
In datzelfde jaar stelde hij zijn werk tentoon in de Cliniques Universitaires Saint-Luc in Brussel, waar hij gedurende drie jaar patiënt was van de hemodialyse-afdeling. In 1988 exposeerde hij zijn werk in de Galerie Saint-Luc te Brussel, op initiatief van de Sint-Lukasstichting, en stopte daarna met het uitoefenen van zijn pedagogische activiteiten.
In 1990 werd hij verkozen tot erelid van de ‘Beroepsvereniging van Grafische Vormgevers’ (BGV). Hij overleed op 3 november 1999 in zijn huis in Zaventem.

## Werk
- In 1955 ontwierp hij een reclameaffiche voor de likeur Elixir d'Anvers.
- 1958: affiche voor Tabalux (tabaksmerk)
- 1958: affiche 50 ans d'art moderne / Palais International des Beaux-Arts 17 avril - 21 juillet 1958
- 1964: affiche voor Simca (automerk).
- 1964: Pacha Cichorei
- In 1966 ontwierp hij een affiche zonder tekst voor het koffiemerk ‘Chat Noir’. De affiche stelde een zwart kat voor met een staart in de vorm van de tuit van een koffiekan. De afwezigheid van tekst was een nieuwigheid. Key was een van de eerste reclameontwerpers die experimenteerde met een beeld dat op zich voldoende was om de reclameboodschap over te brengen. Om die reden werd hij later geroemd als een meester in ‘de kunst van het weglaten’?
- 1967: ontwerp van het nieuwe logo voor de bouwbeurs Batibouw (een schildpad in blauw, groen en oranje)
- 1969: advertentie voor de krant La Libre Belgique (‘Commencez la journée intelligemment’)
- 1984: ‘SOLEX Bromfiets in elk gezin!’ (lithografie op papier)

## Tentoonstellingen
In 1963 nam hij deel aan de internationale tentoonstelling van ‘Posters of Cinema’ in de filmclub van Anderlecht.
In 1966 exposeerde hij in ‘Panel P Limburg’ op de tentoonstelling ‘De kunst van het weglaten op de affiche’. Twee jaar later werd hij uitgenodigd om deel te nemen aan ‘Vie du graphisme’ in het Design Centrum te Brussel.
In 1973 kreeg Julian Key zijn eerste solotentoonstelling in Galerie D (Brussel), waar zowel reclamewerk als persoonlijke lithografieën te zien waren.
In 1974 participeerde hij aan de tentoonstelling ‘Kartoens in de Beuk’ in Sint-Ulriks-Kapelle (België) en aan ‘Kunst als kado in Westrand’ te Dilbeek (België). Hij ontving de prijs 'Humorisitische Gebruiksgrafiek' met zijn serie ‘Seks’ voor de ‘Wereld-Kartoenale’ te Knokke-Heist (België).
In 1975 exposeerde zijn persoonlijke zeefdrukken in Ukkel. In 1976 exposeerde hij zeefdrukken en enkele affiches in de Nouvelle Etuve-galerij in Luik.
In 1980, in kader van Europalia 80 – België 150, nam hij deel aan de tentoonstelling ‘De kunst van het affiche in België van 1900 tot 1980’ in de ASLK-Galerie in Brussel. In 1981 participeerde hij in de groepstentoonstelling ‘3 x Kommunicatie 3 x Vrijheid bij restaurant Den Botaniek’ in Brussel.
In 1983 had hij een solotentoonstelling in galerie De Dry Molenijzers in Zaventem.
In 1985 hield hij een solotentoonstelling ‘Julian Key 40 Ans de Dessins’. Zijn affiches en zeefdrukken werden ook getoond door het Comité voor Kunstambachten van Brabant in Brussel.
In 1986 werd een retrospectieve over Julian Key georganiseerd door Horas International als onderdeel van het Designers Week End 86. In 1987 nam hij deel aan de retrospectieve over grafische kunst en architectuur in het Waalse Centrum voor Hedendaagse Kunst in Luik. In 1988 nam hij deel aan de Chats Beauté-tentoonstelling op de galerij Nuances in Brussel; aan de tentoonstelling Pub & Expo 58 in de Sheraton Advertising Gallery in Brussel; en aan de tentoonstelling Julian Key 40 jaar reclamehumor in het Maison de la culture in Namen (België).
In 1988 had hij een solotentoonstelling op de 14e Internationale Biënnale van Creativiteit in Woningen te Kortrijk (België) onder leiding van de Interieur Foundation.
In 1995 werd er een eerbetoon gehouden aan Julian Key in de Instituts Saint-Luc in Brussel.

## Prijzen en eerbewijzen
Key won verschillende onderscheidingen, zoals de derde prijs van de Great Advertising Contest (1954), georganiseerd door het agentschap Rossel, en de eerste prijs voor zijn affiche voor de Gentse Floraliën (1970).Verder ontving hij de prijs voor ‘Humoristische Gebruiksgrafiek’ op de Wereld-Kartoenale te Knokke-Heist (België).
In 1975 werd hij geridderd in de Orde van Leopold II. Hij ontving de Staatsprijs voor Beeldende Kunst van de Vlaamse Gemeenschap.